# UX Fornacis
UX Fornacis (UX For / HD 17084) es una estrella binaria en la constelación de Fornax, el horno, de magnitud aparente +8,05.
Se encuentra a 133 años luz del sistema solar.

## Componentes
La primaria del sistema es una enana amarilla de tipo espectral G6V, semejante, por ejemplo, a HD 172051.
Tiene una temperatura efectiva de 5500 K y una masa equivalente al 84% de la masa solar.
Su radio es apenas un 2% más pequeño que el radio solar y gira sobre sí misma con una velocidad de rotación proyectada de 48 km/s, más de veinte veces más deprisa que el Sol.
La estrella secundaria es una enana naranja de tipo K0.5V —también clasificada como G0V o K3V— cuya temperatura es de 4500 K.
Con una masa de 0,61 masas solares, su radio equivale al 83% del que tiene el Sol.
También es un «rotor» rápido, siendo su velocidad de rotación de al menos 40 km/s.
La luminosidad conjunta de ambas estrellas es prácticamente igual a la luminosidad solar.
Presentan un bajo contenido metálico —equivalente al 40% del que tiene el Sol—, mientras que su contenido de litio sí es más alto que el solar.
El período orbital de esta binaria es de 0,95481 días (22,9 horas), siendo el semieje mayor de la órbita de 0,021 UA.
El plano orbital está inclinado 68° respecto al plano del cielo, por lo que el sistema no constituye una binaria eclipsante.

## Variabilidad
UX Fornacis es una variable RS Canum Venaticorum, habiéndose observado una variación de brillo de 0,14 magnitudes.
No se conoce ningún período.
Emite energía en forma de rayos X, siendo su luminosidad en dicha región del espectro 0,123 × 1024 W.